# 니시 노리히로
니시 노리히로(일본어: 西 紀寛, 1980년 5월 9일 ~ )는 일본의 은퇴한 축구 선수이다.

## 구단 경력
1999년 J1리그의 주빌로 이와타에 입단했다. 2011년까지 255경기에 출전하여, 36득점을 넣었다. 1999년과 2002년 2번의 J1리그 우승을 차지했다. 2012년부터 2013년까지 J2리그의 도쿄 베르디에서 뛰었다.

## 국가대표팀 경력
그는 2000년 하계 올림픽에 참가할 일본 U-23 국가대표팀에 발탁되었다. 경기에는 출전하지 않았다.
그는 2004년 4월 25일 헝가리과의 경기에서 일본 국가대표팀에 데뷔했다. 2004년 AFC 아시안컵에도 출전, 우승에 기여했다. 그는 국제 A매치 통산 5경기에 출전했다.

## 통계
| 일본 | 일본 | 일본 |
| 연도 | 출전 | 득점 |
| ---- | ---- | ---- |
| 2004 | 5    | 0    |
| 통산 | 5    | 0    |